# Alberto Gallinal Heber
Alberto Gallinal Heber (Montevideo, 4 de novembre de 1909 — ibídem, 27 de març de 1994) fou un advocat, polític, filantrop i productor rural uruguaià pertanyent al Partit Nacional.

## Biografia
Alberto Gallinal era el quart fill d'Alejandro Gallinal i d'Elena Heber Jackson. Va néixer a la granja de Larrañaga el 4 de novembre de 1909 i va ser batejat el dia 10 a la capella Jackson. Doctorat en Dret i Ciències Socials a la Universitat de la República però, més que la professió universitària, va sentir des de molt jove l'atracció per la campanya i les tasques agropecuàries, activitat a la qual va dedicar la major part de la seva vida.
El 22 de febrer de 1935 es va casar, també a la capella Jackson, amb Elvira Algorta Scremini, filla d'Enrique Algorta Camusso, administrador de l'estada familiar San Pedro de Timote.
Va morir al Sanatori Americà de Montevideo als 84 anys després d'una llarga i penosa malaltia. Les seves restes van ser inhumades amb honors de Ministre d'Estat al Cementiri Central de Montevideo.

### Activitat empresarial
El 1947 va integrar la Comissió Honorària de lluita contra la febre aftosa. Aquest mateix any el govern el va nomenar per integrar la Missió que va viatjar al Regne Unit per finançar els deutes contrets durant la Segona Guerra Mundial. Com a resultat, el 31 de desembre de 1948 el parlament va aprovar els projectes per a l'adquisició dels ferrocarrils estrangers, cobrant així part del deute de 17 milions de lliures esterlines que el Regne Unit tenia amb l'Uruguai a causa de les compres realitzades durant la guerra.
El 1948 va ser president de l'Associació Rural de Florida. El 1951 va presidir la Societat de Millorament de Prades. Entre 1956 i 1959 va ser president de l'Associació Rural de l'Uruguai. El 1959 va fundar Agromax, una empresa destinada a la producció de fertilitzants orgànics. Va realitzar gires, tant a l'Uruguai com a l'Argentina, per a la difusió dels principis de l'agricultura biològica.
El 1963 va presidir el Congrés Mundial de Hereford a Kansas City. El 1975 va crear la Fundació de Fusta de Cerro Colorado.

### Activitat política
Durant les eleccions generals de 1950 va ser elegit Intendent Municipal del departament de Florida pel Partit Nacional. El 1956 va ser cofundador de la Unió Blanca Democràtica (UBD). El 1958 va ser candidat del Partit Nacional, per la Unió Blanca Democràtica, per al Consell Nacional de Govern.
El 1964 va ser cofundador, al costat de Javier Barris Amorín, del Moviment Nacional de Rocha. El 1966 va ser candidat a la presidència de la República del Partit Nacional, pel Moviment Nacional de Rocha
El 1982 va encapçalar el sector "Llibertat i Servei" en les eleccions internes convocades pel govern cívico-militar, un grup que qüestionava el lideratge de Wilson Ferreira Aldunate.
Durant les eleccions generals de l'Uruguai de 1984 va donar suport a la candidatura de Dardo Ortiz a la presidència de la República.